# Atriplex erigavoensis
Atriplex erigavoensis är en amarantväxtart som beskrevs av Mats Thulin. Atriplex erigavoensis ingår i släktet fetmållor, och familjen amarantväxter. Inga underarter finns listade i Catalogue of Life.